# Нанда (селище, Нью-Йорк)
Нанда (англ. Nunda) — селище (англ. village) в США, в окрузі Лівінгстон штату Нью-Йорк. Населення — 1169 осіб (2020).

## Географія
Нанда розташована за координатами 42°34′48″ пн. ш. 77°56′17″ зх. д. / 42.58000° пн. ш. 77.93806° зх. д. (42.580126, -77.937929).  За даними Бюро перепису населення США в 2010 році селище мало площу 2,57 км², уся площа — суходіл.

## Демографія
Згідно з переписом 2010 року, у селищі мешкало 1377 осіб у 553 домогосподарствах у складі 357 родин. Густота населення становила 535 осіб/км².  Було 593 помешкання (230/км²).
Расовий склад населення:
| - 96,7 % — білих - 0,9 % — чорних або афроамериканців - 0,3 % — азіатів - 0,2 % — корінних американців |

До двох чи більше рас належало 1,7 %. Частка іспаномовних становила 1,7 % від усіх жителів.
За віковим діапазоном населення розподілялося таким чином: 25,1 % — особи молодші 18 років, 58,0 % — особи у віці 18—64 років, 16,9 % — особи у віці 65 років та старші. Медіана віку мешканця становила 40,4 року. На 100 осіб жіночої статі у селищі припадало 85,3 чоловіків;  на 100 жінок у віці від 18 років та старших — 86,1 чоловіків також старших 18 років.
Середній дохід на одне домашнє господарство  становив 46 561 долар США (медіана — 40 167), а середній дохід на одну сім'ю — 54 500 доларів (медіана — 46 641). Медіана доходів становила 47 279 доларів для чоловіків та 35 938 доларів для жінок. За межею бідності перебувало 23,1 % осіб, у тому числі 34,8 % дітей у віці до 18 років та 9,5 % осіб у віці 65 років та старших.
Цивільне працевлаштоване населення становило 520 осіб. Основні галузі зайнятості: освіта, охорона здоров'я та соціальна допомога — 33,1 %, роздрібна торгівля — 12,9 %, виробництво — 11,3 %.